# Etelred l'Indecís
Etelred l'Indecís o Etelred II, (en anglès Æthelred the Unready; vers 968 - 23 d'abril del 1016) va ser rei dels anglesos des del 978 fins a la seva mort, exceptuant un breu període (1013-1014) en què fugí a Normandia davant la invasió dels vikings encapçalada pel danès Svend Barbaforcada. Fou conegut sota el malnom de «l'Imprudent» o «l'Indecís»; el seu sobrenom en anglès antic, Unræd, significa «mal aconsellat», «sense consell», i no «mal preparat», com deixaria suposar la forma anglesa moderna d'aquest sobrenom the Unready.

## Ascens al tron
Etelred era fill del rei Edgard el Pacífic i la seva segona esposa Elfrida. Quan Edgard va morir, el seu fill gran Eduard va heretar el tron. El regnat d'Eduard va ser discutit per la reina Elfrida, que presionava perquè el seu fill Etelred fos coronat. Al cap de només tres anys de regnat d'Eduard, va ser assassinat per servents d'Etelred. Eduard tenia 13 anys aproximadament i Etelred uns 10. El dia de la coronació, l'abat de Canterbury, Dunstan li va profetitzar que cauria la desgràcia sobre el seu regne per la manera immoral com havia arribat al poder.

## Conflictes amb els vikings
El seu regne va estar marcat pels atacs dels vikings danesos, i les sospites d'haver participat en la conspiració per assassinar el seu germà Eduard van dividir el país i no van permetre plantejar una defensa organitzada. Hampshire, Thanet i Cheshire van ser saquejades el 980, Devon i la Cornualla el 981, i Dorset el 982. Al començament només es tractava de grups d'aventurers que tot el que van aconseguir va ser enemistar Anglaterra amb Normandia, ja que aquesta regió del continent eren descendents vikings i donaven acollida als grups que venien d'atacar les terres de l'illa de Gran Bretanya.
L'any 991 l'exèrcit viking va desembarcar i va començar a establir-se a l'illa construint-hi assentaments permanents. Després de la derrota de l'exèrcit anglès a la batalla de Maldon, Etelred va haver va acceptar pagar tribut als danesos.
Però finalment els atacs per recuperar el reialme es van reprendre. El 13 de novembre del 1002 Etelred va ordenar l'assassinat de tots els danesos que hi hagués a Anglaterra, un fet conegut com "la massacre del dia de sant Brice". A algunes zones on els danesos eren molt nombrosos aquesta ordre no es va dur a terme, però en d'altres l'extermini es va dur a terme. Entre les víctimes hi havia Gunhilde, la germana del rei danès Svend Barbaforcada, que l'any següent va iniciar una expedició contra Etelred.
Després de diverses campanyes, el 1013 els danesos van aconseguir finalment conquerir Anglaterra obligant Etelred a exiliar-se a Normandia. Però a la mort de Svend, el 3 de febrer del 1014 l'exèrcit danès va tornar a Dinamarca per aclarir la successió, i els anglesos van aprofitar per reinstaurar Etelred.

## Mort
Etelred es va afanyar a llençar una expedició contra Lindsey, on es concentraven els aliats dels danesos i partidaris del fill de Svend, Canut. La situació es complicà quan el fill d'Etelred, Edmund II Ironside, es va revoltar contra el seu pare postulant-se com a rei en contra d'Etelred i Canut. Aquest enfrontament va facilitar la conquesta del nord d'Anglaterra per part de Canut. Finalment pare i fill es van aliar per combatre'l, però Etelred moriria el 23 d'abril del 1016. Canut i Edmund van acabar repartint-se Anglaterra, però la mort d'Edmund uns mesos després va deixar Canut com a únic rei.

## Legislació i justícia
Al rei Eteled se li atribueix la creació d'un organisme per investigar delictes i jutjar un acusat, que es va anomenar "els dotze thegns". Aquest cos va ser el precursor de l'actual sistema de jurats britànic format per dotze persones (Great Jury). Els thengs havien de fer públic els noms dels acusats i els presumptes delictes per les diferents contrades del país i recollir els testimonis en cas que algú tingués informació en contra o a favor de les acusacions. Els thengs feien jurament d'imparcialitat posant la mà sobre unes relíquies i la seva creació està escrita en una llei del 997 proclamada a Wantage.

## Família

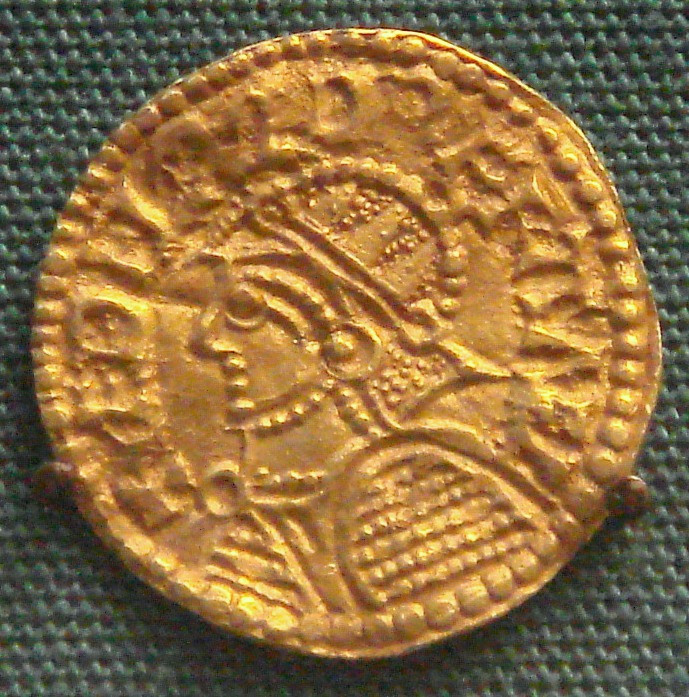
Moneda d'or d'Etelred, representat amb armadura

### Avantpassats
|  |                             |  |  |  |  |  |  |  |  |  |  |  |  |  |  |  |
|  | 16. Alfred el Gran          |  |  |  |  |  |  |  |  |  |  |  |  |  |  |  |
|  |                             |  |  |  |  |  |  |  |  |  |  |  |  |  |  |  |
|  |                             |  |  |  |  |  |  |  |  |  |  |  |  |  |  |  |
|  | 8. Eduard el Vell           |  |  |  |  |  |  |  |  |  |  |  |  |  |  |  |
|  |                             |  |  |  |  |  |  |  |  |  |  |  |  |  |  |  |
|  |                             |  |  |  |  |  |  |  |  |  |  |  |  |  |  |  |
|  | 17. Ealhswith               |  |  |  |  |  |  |  |  |  |  |  |  |  |  |  |
|  |                             |  |  |  |  |  |  |  |  |  |  |  |  |  |  |  |
|  |                             |  |  |  |  |  |  |  |  |  |  |  |  |  |  |  |
|  | 4. Edmund I d'Anglaterra    |  |  |  |  |  |  |  |  |  |  |  |  |  |  |  |
|  |                             |  |  |  |  |  |  |  |  |  |  |  |  |  |  |  |
|  |                             |  |  |  |  |  |  |  |  |  |  |  |  |  |  |  |
|  | 18. Sigehelm, comte de Kent |  |  |  |  |  |  |  |  |  |  |  |  |  |  |  |
|  |                             |  |  |  |  |  |  |  |  |  |  |  |  |  |  |  |
|  |                             |  |  |  |  |  |  |  |  |  |  |  |  |  |  |  |
|  | 9. Edgiva de Kent           |  |  |  |  |  |  |  |  |  |  |  |  |  |  |  |
|  |                             |  |  |  |  |  |  |  |  |  |  |  |  |  |  |  |
|  |                             |  |  |  |  |  |  |  |  |  |  |  |  |  |  |  |
|  | 2. Edgard d'Anglaterra      |  |  |  |  |  |  |  |  |  |  |  |  |  |  |  |
|  |                             |  |  |  |  |  |  |  |  |  |  |  |  |  |  |  |
|  |                             |  |  |  |  |  |  |  |  |  |  |  |  |  |  |  |
|  | 5. Elgiva                   |  |  |  |  |  |  |  |  |  |  |  |  |  |  |  |
|  |                             |  |  |  |  |  |  |  |  |  |  |  |  |  |  |  |
|  |                             |  |  |  |  |  |  |  |  |  |  |  |  |  |  |  |
|  | 1. Etelred II d'Anglaterra  |  |  |  |  |  |  |  |  |  |  |  |  |  |  |  |
|  |                             |  |  |  |  |  |  |  |  |  |  |  |  |  |  |  |
|  |                             |  |  |  |  |  |  |  |  |  |  |  |  |  |  |  |
|  | 3. Elfrida                  |  |  |  |  |  |  |  |  |  |  |  |  |  |  |  |
|  |                             |  |  |  |  |  |  |  |  |  |  |  |  |  |  |  |
|  |                             |  |  |  |  |  |  |  |  |  |  |  |  |  |  |  |

### Núpcies i descendents
Etelred II va estar casat dues o tres vegades: les fonts són confuses pel que fa a això. Vers el 985 Etelred va casar-se amb Ælfgifu, filla del comte Æthelberht, suposadament de Northúmbria; també és possible que Ælfgifu fos la filla de Thored, i que la confusió hagi emergit llavors, en els escrits de John de Worcester. Del seu o seus primers matrimonis, Etelred va tenir els fills següents: 
- Æthelstan o Æthelstan Ætheling (mort el 1012 o 1014);
- Egbert o Ecgberht Ætheling (mort vers 1005)
- Edmund Ironside, rei d'Anglaterra, (mort el 1016);
- Eadred Ætheling (mort abans de 1013);
- Eadwig Ætheling (mort el 1017);
- Edgar Ætheling (mort vers 1008) ;
- Edith, casada amb l'ealdorman de Mèrcia Eadric Streona;
- Ælfgifu, casada amb l'ealdorman de Northumbria Uchtred l'Ardit;
- Wulfhilda, casada amb Ulfcytel Snillingr;
- una filla que fou abadessa de Wherwell.

El 1002 es va casar en segones núpcies amb Emma de Normandia, germana del duc de Normandia Ricard II. Els seus fills foren:
- Eduard el Confessor, rei d'Anglaterra,(mort el 1066)
- Ælfred Ætheling, futur rei d'Anglaterra, (mort vers el 1036)
- Godjifu (morta abans de 1049), casada amb Dreux, comte de Vexin i d'Amiens, i després amb Eustaqui II, comte de Boulogne.